# 邵夢麟
邵夢麟（1531年—1574年），字道徵，號楨棷，直隸滁州人，民籍，明朝政治人物。

## 生平
弱冠從莊肅公胡松游，嘉靖三十一年（1552年）壬子科應天府鄉試第十二名舉人。嘉靖三十八年（1559年）中式己未科會試第五十名，三甲第七十四名進士。授大理寺评事，四十一年丁繼母王孺人憂歸。四十三年起升右寺副，尋擢河南按察司佥事，督屯田盐法驿传，清屯田数万顷，置两驿以苏民困。隆慶二年（1568年）正月升浙江布政使司右参议，分守温处道，四年四月调任河南左参议，十二月升浙江按察司副使、提调学校，復改江西提学副使，万历二年（1574年）升山东左参政、督粮储，五月赴任至濟南，距城少許，卒于邮舍中，年四十四。

## 家族
曾祖邵通；祖父邵良，嘉興府教授；父邵廷相，人稱石屏先生，官泗水縣教諭。前母陸氏；母朱氏；繼母王氏。慈侍下。兄邵梦珠。
長子邵部，國學生，娶開封同知石璽女，繼娶阜城县丞于復亨女；次子邵都，郡廪生，娶楊氏女。三女婿：鞏尚文、江文進、周之熊。